# 1869 na ciência

## Eventos
- Dmitri Mendeleev publica a primeira tabela periódica moderna, com os 66 elementos conhecidos organizados por massa atômica. O diferencial de sua tabela foi a habilidade prever com precisão as propriedades dos elementos ainda desconhecidos.[1][2]

## Nascimentos
| Data          | Nome             | Profissão | Nacionalidade                         | Observações                                                                    | Ref               |
| ------------- | ---------------- | --------- | ------------------------------------- | ------------------------------------------------------------------------------ | ----------------- |
| 26 de junho   | John Smith Flett | geólogo   | Reino Unido da Grã-Bretanha e Irlanda | m. 1947 Medalha Bigsby 1909 Medalha Wollaston 1935                             | [ 3 ] [ 4 ]       |
| 30 de outubro | Arthur Louis Day | geofísico | Estados Unidos                        | m. 1960 Medalha William Bowie 1940 Medalha Wollaston 1941 Medalha Penrose 1947 | [ 5 ] [ 4 ] [ 6 ] |

## Mortes
| Data       | Nome              | Profissão    | Nacionalidade                  | Observações                    | Ref   |
| ---------- | ----------------- | ------------ | ------------------------------ | ------------------------------ | ----- |
| 2 de abril | Hermann von Meyer | paleontólogo | Sacro Império Romano-Germânico | n. 1801 Medalha Wollaston 1858 | [ 4 ] |

## Prémios
Medalha Copley
- Henri Victor Regnault[7]